# Votre plus beau marché
 (mars 2025).
Motif : Où sont les sources secondaires centrées d'envergure nationale ? Des références primaires. Des interviews du présentateur ou des brèves de journaux régionaux-locaux. Des magazines télé.
- Archive Wikiwix
- Bing
- Cairn
- DuckDuckGo
- E. Universalis
- Gallica
- Google
- G. Books
- G. News
- G. Scholar
- Persée
- Qwant
- (zh) Baidu
- (ru) Yandex
- (wd) trouver des œuvres sur Wikidata

| 1. | Préciser le motif de la pose du bandeau. | Précisez le motif de la pose du bandeau en utilisant la syntaxe suivante : {{admissibilité à vérifier\|date=juin 2025\|motif=remplacez ce texte par le motif}}                              |
| 2. | Informer les utilisateurs concernés.     | Pensez à avertir le créateur de l'article, par exemple, en insérant le code ci-dessous sur sa page de discussion : {{subst:avertissement admissibilité à vérifier\|Votre plus beau marché}} |

 (juin 2024).
 (juin 2024).
- Si vous ne connaissez pas le sujet, laissez ce bandeau (vous pouvez alors contacter les auteurs).
- Si vous supprimez le contenu mis en cause (vous pouvez préalablement contacter les auteurs),

argumentez précisément cette suppression dans la page de discussion
(un manque de référence n'est pas un argument ; une recherche réelle de référence doit avoir été effectuée, être formellement documentée).
 (juin 2024).
 (juin 2024).
La mise en forme du texte ne suit pas les recommandations de Wikipédia : il faut le « wikifier ».
Les points d'amélioration suivants sont les cas les plus fréquents. Le détail des points à revoir est peut-être précisé sur la page de discussion.
- Les titres sont pré-formatés par le logiciel. Ils ne sont ni en capitales, ni en gras.
- Le texte ne doit pas être écrit en capitales (les noms de famille non plus), ni en gras, ni en italique, ni en « petit »…
- Le gras n'est utilisé que pour surligner le titre de l'article dans l'introduction, une seule fois.
- L'italique est rarement utilisé : mots en langue étrangère, titres d'œuvres, noms de bateaux, etc.
- Les citations ne sont pas en italique mais en corps de texte normal. Elles sont entourées par des guillemets français : « et ».
- Les listes à puces sont à éviter, des paragraphes rédigés étant largement préférés. Les tableaux sont à réserver à la présentation de données structurées (résultats, etc.).
- Les appels de note de bas de page (petits chiffres en exposant, introduits par l'outil «  Source ») sont à placer entre la fin de phrase et le point final[comme ça].
- Les liens internes (vers d'autres articles de Wikipédia) sont à choisir avec parcimonie. Créez des liens vers des articles approfondissant le sujet. Les termes génériques sans rapport avec le sujet sont à éviter, ainsi que les répétitions de liens vers un même terme.
- Les liens externes sont à placer uniquement dans une section « Liens externes », à la fin de l'article. Ces liens sont à choisir avec parcimonie suivant les règles définies. Si un lien sert de source à l'article, son insertion dans le texte est à faire par les notes de bas de page.
- La présentation des références doit suivre les conventions bibliographiques. Il est recommandé d'utiliser les modèles {{Ouvrage}}, {{Chapitre}}, {{Article}}, {{Lien web}} et/ou {{Bibliographie}}. Le mode d'édition visuel peut mettre en forme automatiquement les références.
- Insérer une infobox (cadre d'informations à droite) n'est pas obligatoire pour parachever la mise en page.

Pour une aide détaillée, merci de consulter Aide:Wikification.
Si vous pensez que ces points ont été résolus, vous pouvez retirer ce bandeau et améliorer la mise en forme d'un autre article.
Votre plus beau marché est un concours télévisiel français organisé depuis 2018 par le Journal de 13 heures de TF1 en association avec la presse quotidienne régionale. 
Actuellement, le concours est animé par Marie-Sophie Lacarrau et Valentin Després.

## Genèse
Dans un entretien accordé en mars 2019 à Paris-Normandie, Jean-Pierre Pernaut explique comment est venue l'idée de ce concours : « On allait souvent, dans le JT de 13 heures, sur les marchés. On cherchait comment mettre encore plus en avant le commerce de proximité, les produits locaux, les cultures régionales... Et l’endroit où on trouve tout ça, ce sont les marchés. On s’est ensuite dit, qui connaît le mieux les marchés de sa région ? Ce sont vous les quotidiens régionaux. Nous avons donc proposé à tous les titres de la PQR de jouer le jeu avec nous afin de promouvoir ce terroir qui regorge de trésors. ».

## Principe
Après une pré-sélection régionale, le public vote, suivant différentes modalités, pour désigner le marché préféré parmi les 25 ou 24 lauréats. Celui qui totalise le plus de voix est distingué « plus beau marché de France » et reçoit un trophée.

### Phase de vote régionale
Dans un premier temps, la presse quotidienne régionale s'associe à l'opération. Ainsi, les 24 anciennes régions sont toutes représentées par au moins un quotidien régional :
| Région            | Quotidien                                         |                                | Région                             | Quotidien |
| ----------------- | ------------------------------------------------- | ------------------------------ | ---------------------------------- | --------- |
| Alsace            | Dernières Nouvelles d'Alsace                      | Languedoc-Roussillon           | Midi libre                         |           |
| Aquitaine         | Sud Ouest                                         | Limousin                       | Le Populaire du Centre La Montagne |           |
| Auvergne          | La Montagne L'Éveil de la Haute-Loire             | Lorraine                       | Le Républicain lorrain             |           |
| Basse-Normandie   | Ouest-France                                      | Martinique, Guadeloupe, Guyane | France-Antilles                    |           |
| Bourgogne         | L'Yonne républicaine Le Journal de Saône-et-Loire | Midi-Pyrénées                  | La Dépêche du Midi                 |           |
| Bretagne          | Ouest-France                                      | Nord-Pas-de-Calais             | La Voix du Nord                    |           |
| Centre            | La République du Centre La NR du Centre-Ouest     | Provence-Alpes-Côte d'Azur     | Nice-Matin La Provence             |           |
| Champagne-Ardenne | L'Union L'Est-Éclair                              | Pays de la Loire               | Ouest-France                       |           |
| Corse             | Corse-Matin                                       | Picardie                       | Le Courrier picard                 |           |
| Franche-Comté     | L'Est républicain                                 | Poitou-Charentes               | Sud Ouest La NR du Centre-Ouest    |           |
| Haute-Normandie   | Paris-Normandie                                   | La Réunion                     | Journal de l'île de La Réunion     |           |
| Île-de-France     | Le Parisien                                       | Rhône-Alpes                    | Le Progrès Le Dauphiné libéré      |           |

Généralement, ces quotidiens réservent une page spéciale sur leur site internet pour permettre aux lecteurs et aux téléspectateurs de voter et ainsi d’élire le « plus beau marché de la région », qui participe ensuite au concours national. 24 lauréats découlent donc de cette première phase de vote.
Pour la première édition, cette phase de vote se déroule pendant un mois, du 15 janvier au 15 février 2018. Pour la deuxième édition, elle a lieu du 11 mars au 9 avril 2019.

### Phase de vote nationale
En un deuxième temps, le concours fait l'objet, chaque semaine, d'une rubrique dans le Journal de 13 heures de TF1. Les 24 marchés en lice, sont présentés au cours de reportages. En parallèle, les téléspectateurs peuvent voter pour leur marché préféré sur un site dédié.
Pour la première édition, cette phase de vote se tient dès le 5 mars 2018. Pour la deuxième édition, elle se déroule du 15 avril au début du mois de juin 2019.

## Historique
| Légende | Les Marchés respectivement classés 1er, 2e et 3e |

### Première édition (2018)
| Cl.                | Ex-région            | Marché                             |
| ------------------ | -------------------- | ---------------------------------- |
| Médaille d'or      | PACA                 | Marché de Sanary-sur-Mer           |
| Médaille d'argent  | Poitou-Charentes     | Marché de Royan                    |
| Médaille de bronze | La Réunion           | Marché de Saint-Pierre             |
| 4e                 | Languedoc-Roussillon | Marché d'Uzès                      |
| 5e                 | Nord-Pas-de-Calais   | Marché d'Arras                     |
| 6e                 | Rhône-Alpes          | Marché de Châtillon-sur-Chalaronne |
| 7e                 | Aquitaine            | Marché d'Issigeac                  |
| 8e                 | Haute-Normandie      | Marché de Dieppe                   |
| 9e                 | Auvergne             | Marché du Puy-en-Velay             |
| 10e                | Bretagne             | Marché de Vannes                   |
| 11e                | Limousin             | Marché de Brive-la-Gaillarde       |
| 12e                | Bourgogne            | Marché de Toucy                    |
| 13e                | Champagne-Ardenne    | Marché de Troyes                   |
| 14e                | Lorraine             | Marché de Nancy                    |
| 15e                | Franche-Comté        | Marché de Belfort                  |
| 16e                | Corse                | Marché de L'Île-Rousse             |
| 17e                | Midi-Pyrénées        | Marché de Cahors                   |
| 18e                | Alsace               | Marché de Colmar                   |
| 19e                | Picardie             | Marché de Saint-Valery-sur-Somme   |
| 20e                | Basse-Normandie      | Marché de Saint-Lô                 |
| 21e                | Val de Loire         | Marché d'Amboise                   |
| 22e                | Île-de-France        | Marché de Versailles               |
| 23e                | Guyane               | Marché de Cayenne                  |
| 24e                | Pays de la Loire     | Marché de Nantes                   |
| 25e                | Centre               | Marché d'Orléans                   |

#### Élection régionale
C'est entre le 15 janvier et le 15 février 2018 que les téléspectateurs et lecteurs de la presse quotidienne régionale (PQR) peuvent voter pour leur marché favori.

#### Élection nationale
C'est dès le 5 mars 2018, que les téléspectateurs peuvent voter et départager les 24 lauréats régionaux.

Marchés en lice
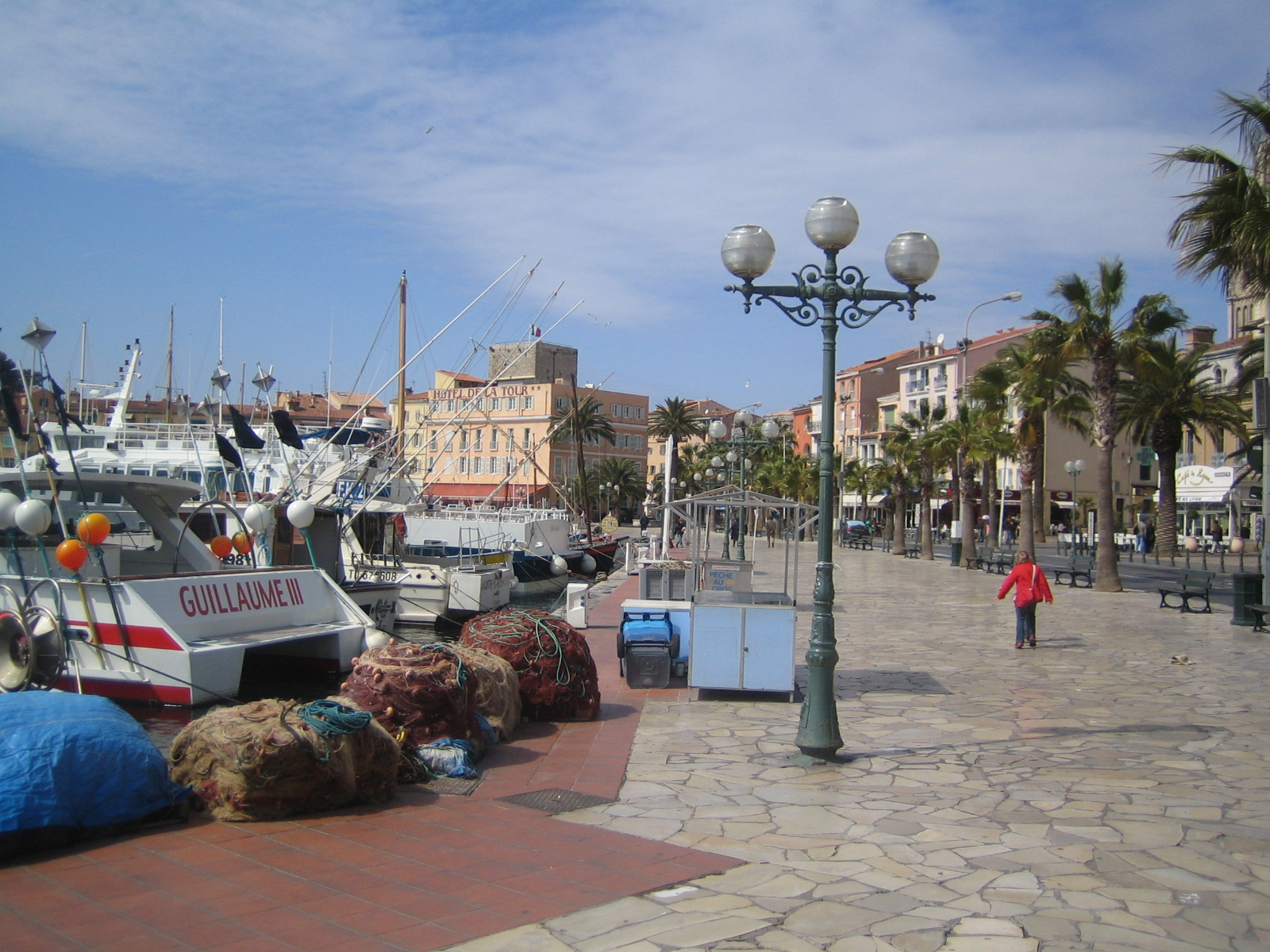
Le marché de Sanary-sur-Mer se tient sur le quai du port.
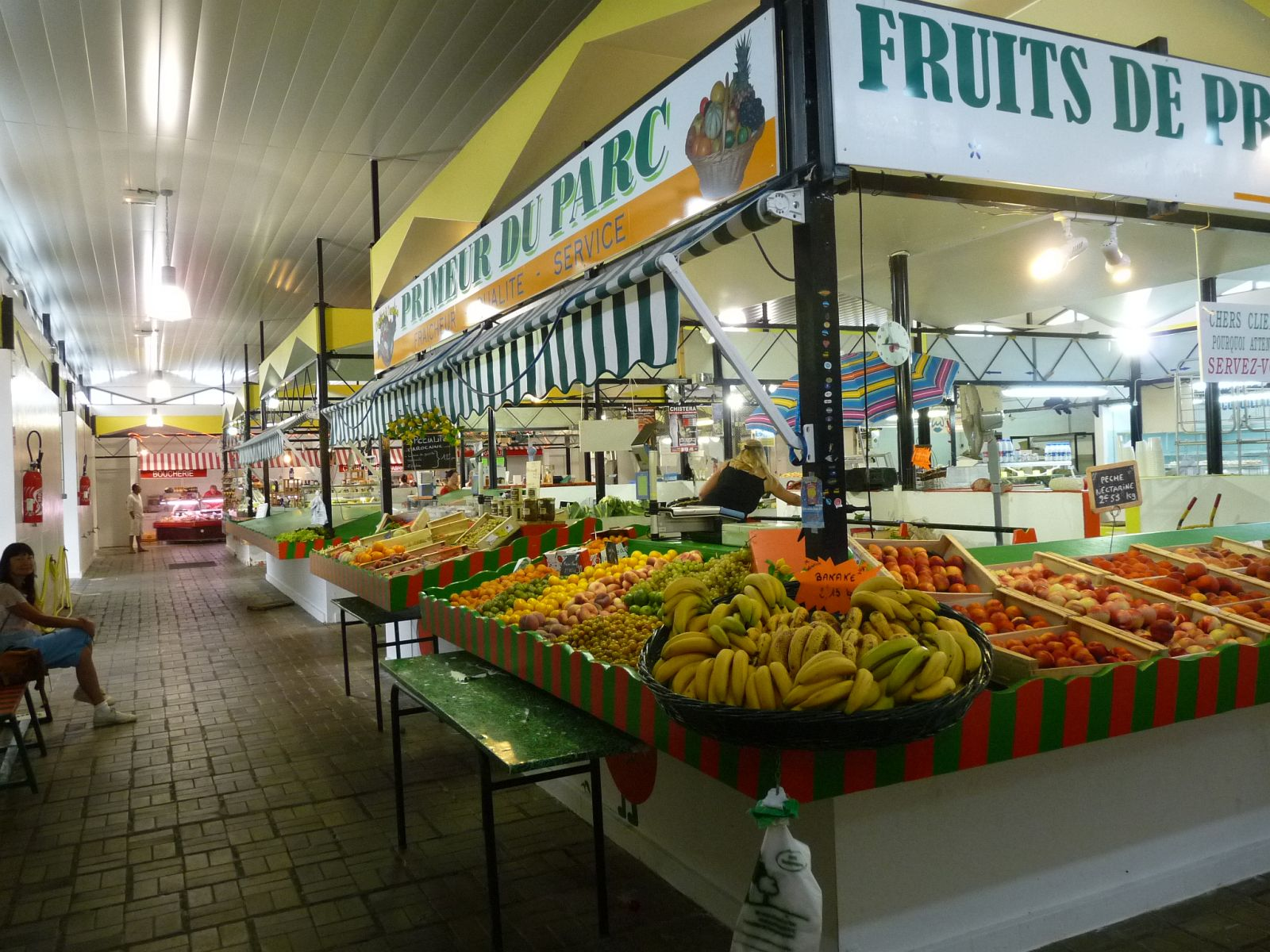
Le marché de Royan.
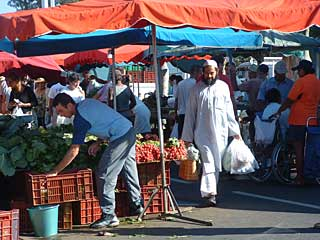
Le marché de Saint-Pierre.
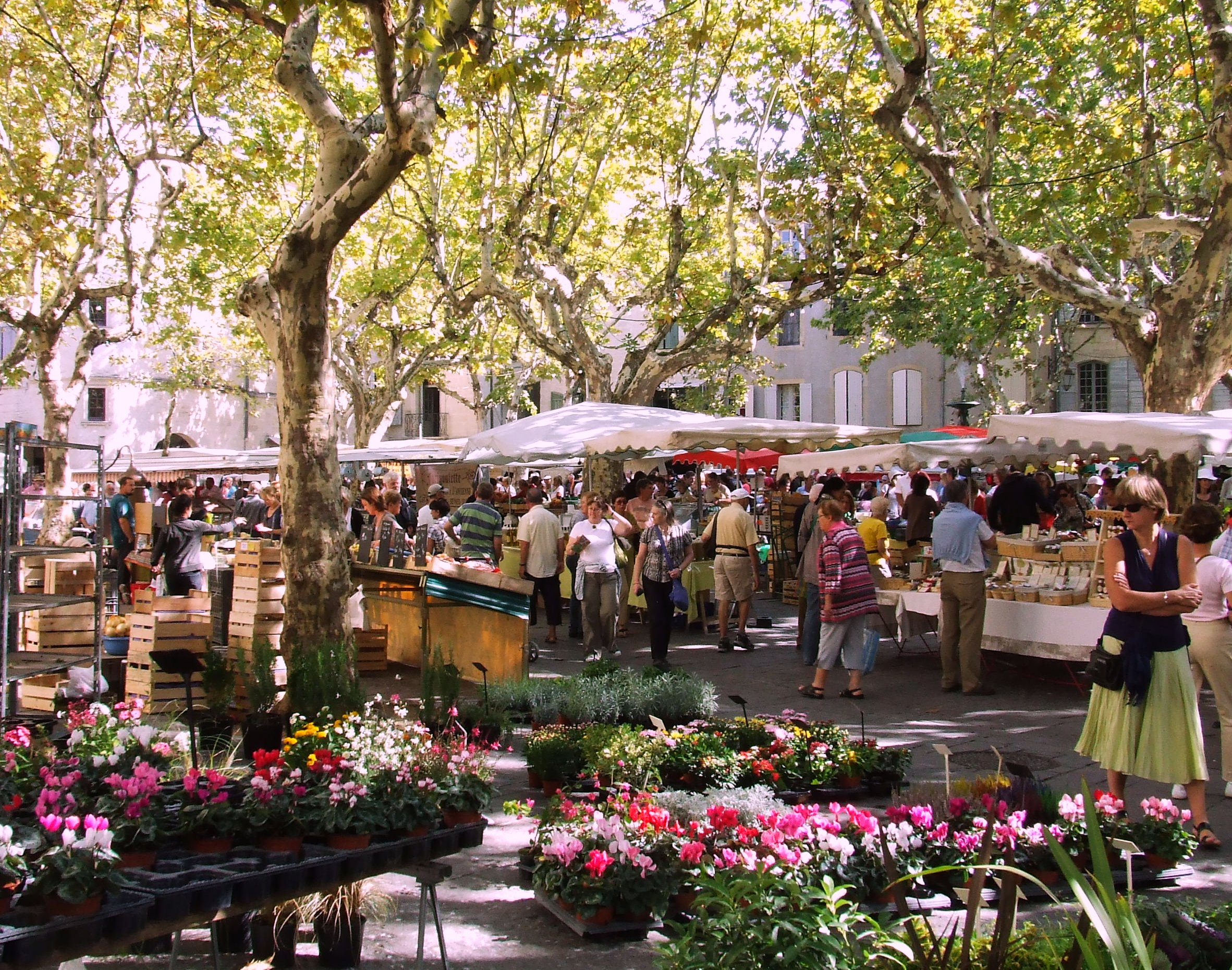
Le marché de la place aux Herbes à Uzès.
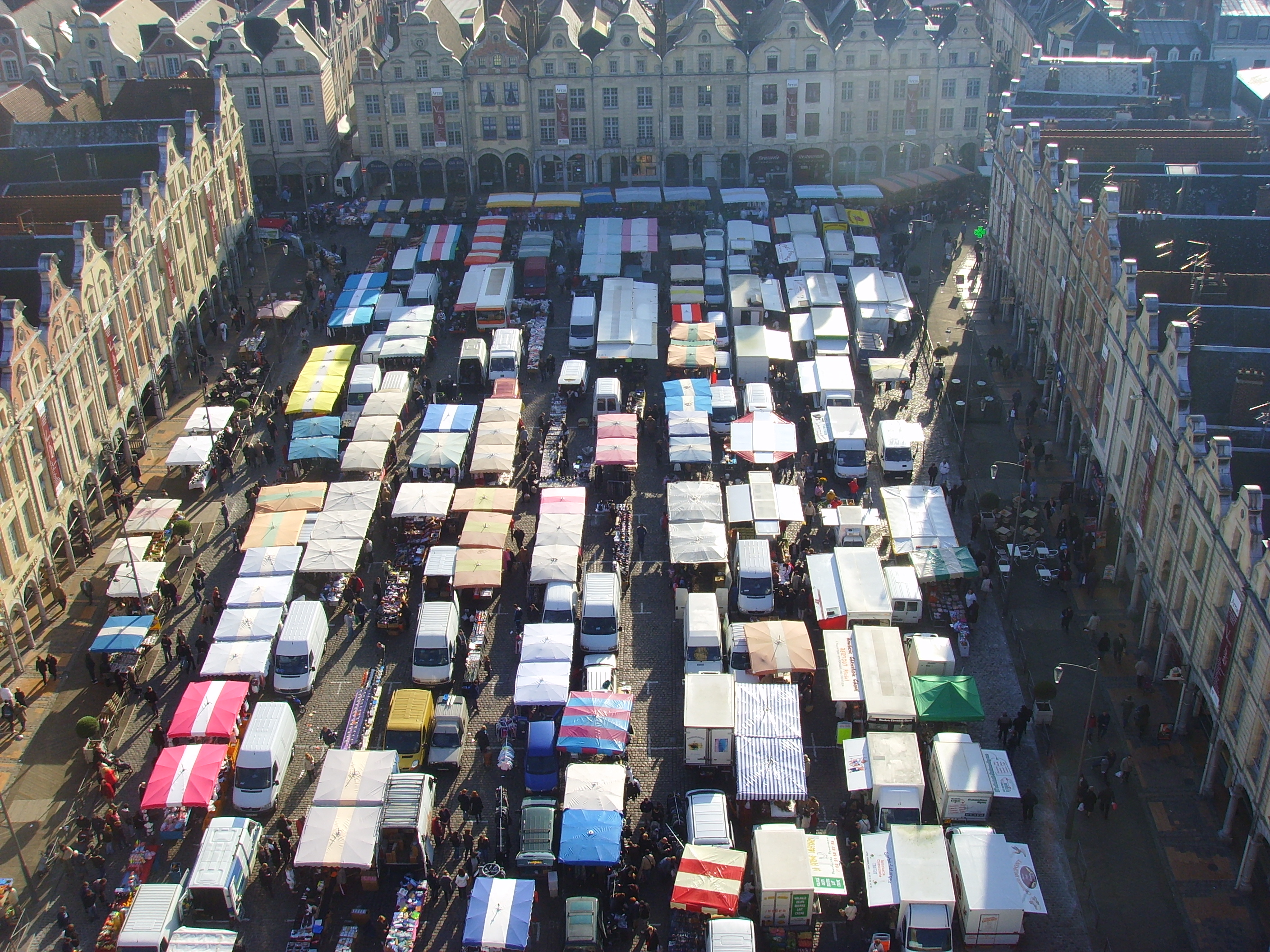
Le marché d'Arras.
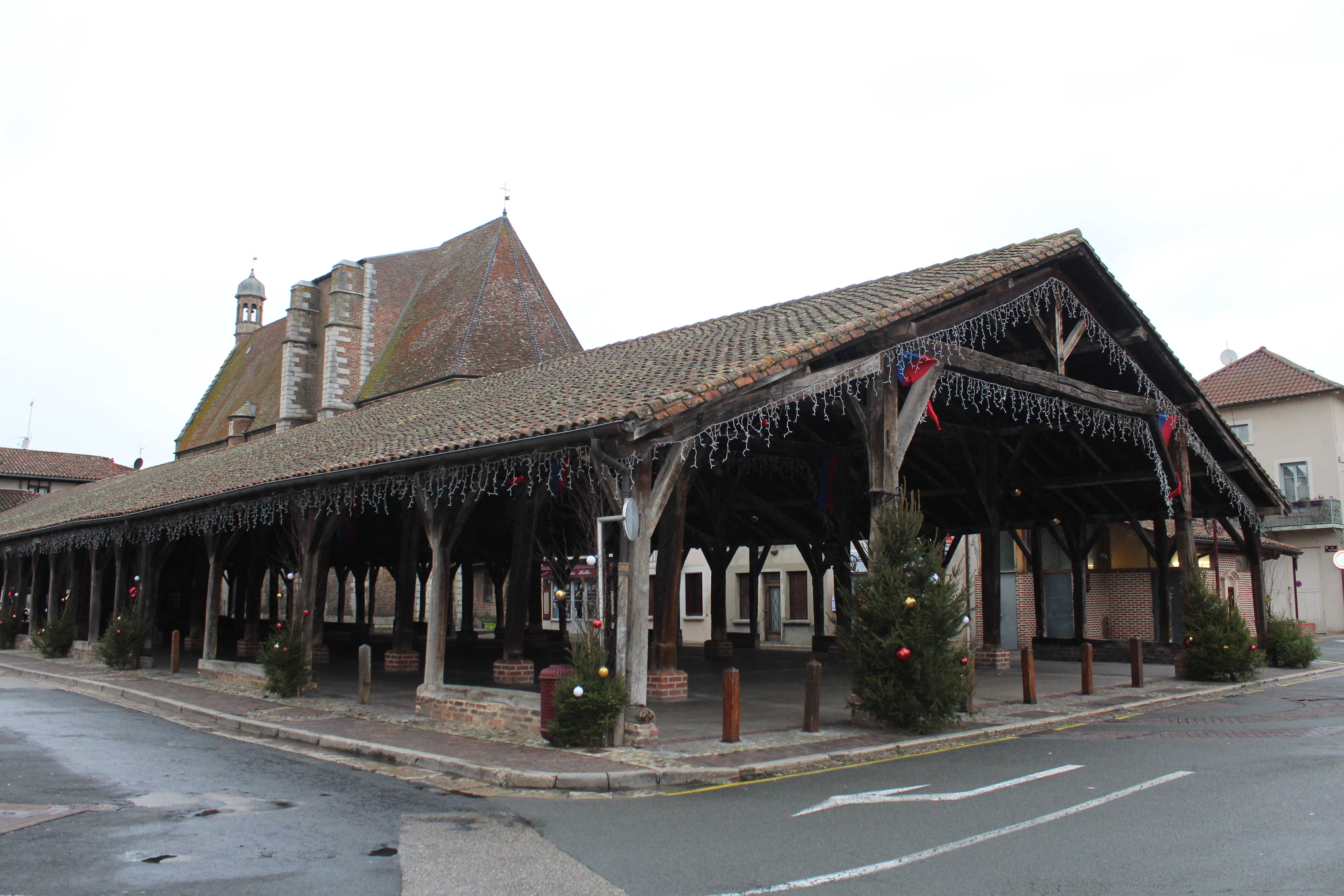
Les halles de Châtillon-sur-Chalaronne.
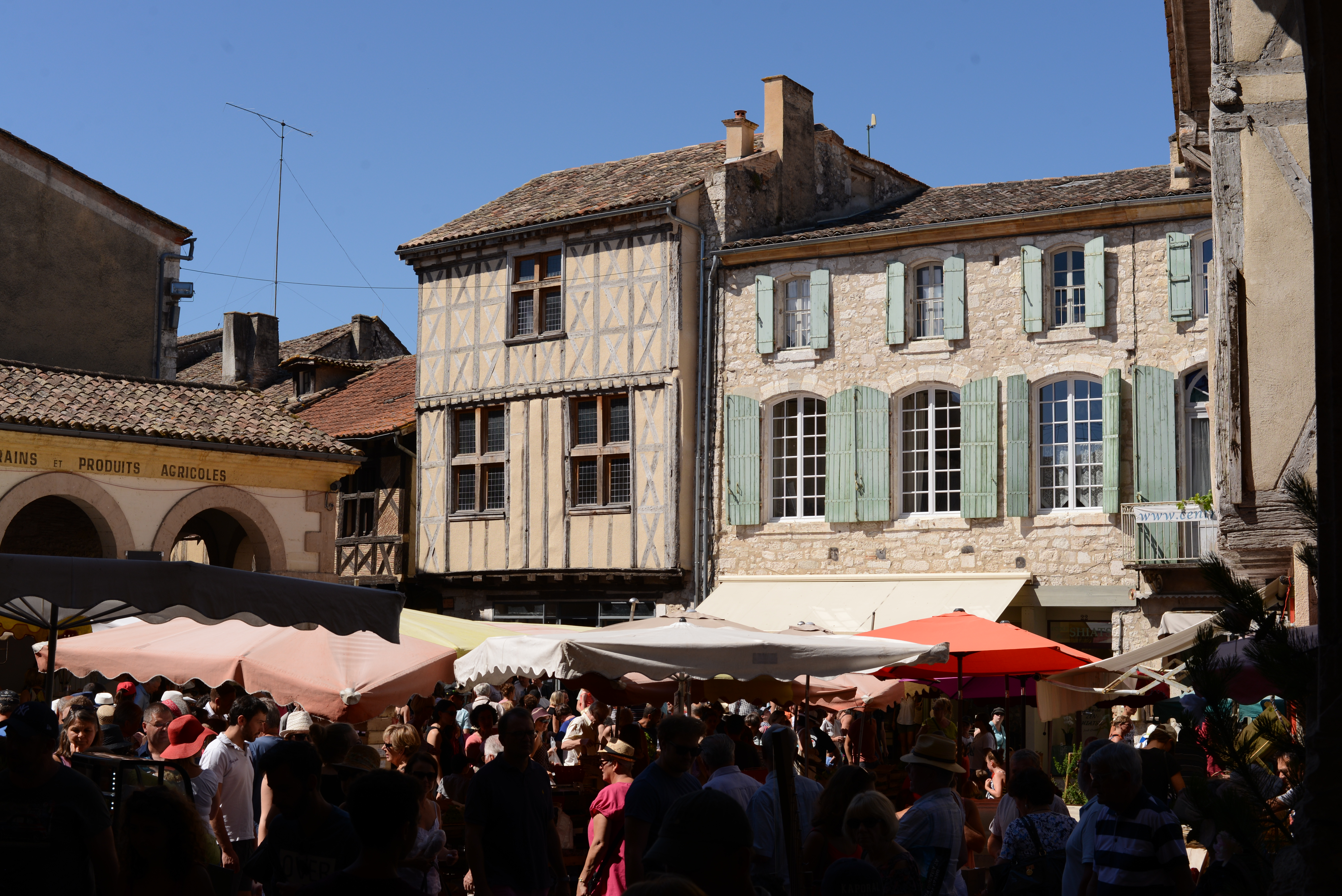
Le marché d'Issigeac.
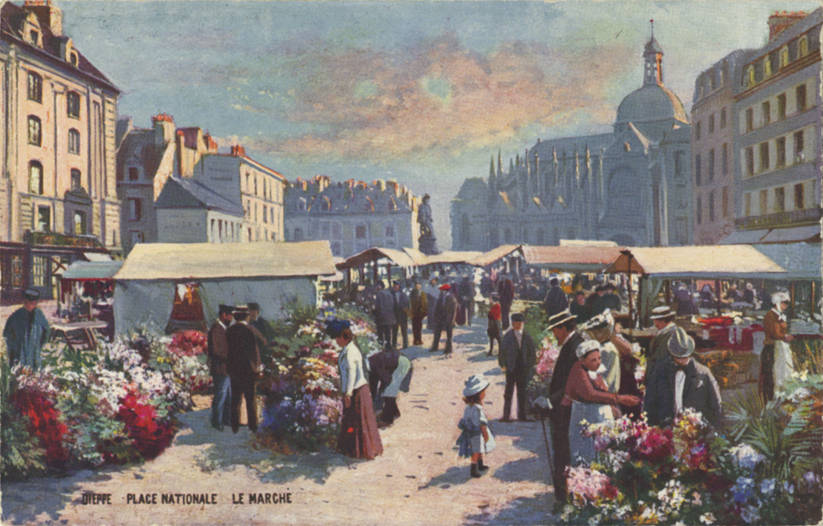
Le marché de Dieppe a toujours lieu sur la place Nationale.
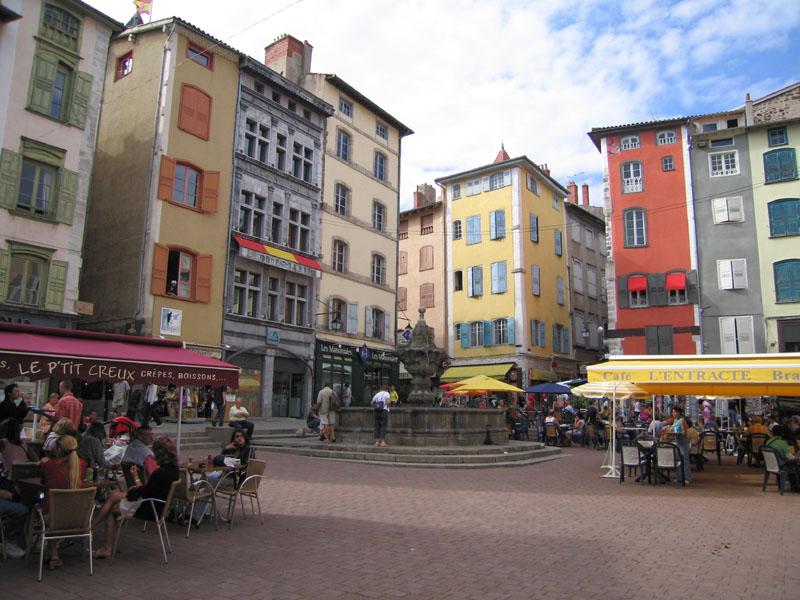
La place du Plot (du marché) au Puy-en-Velay.
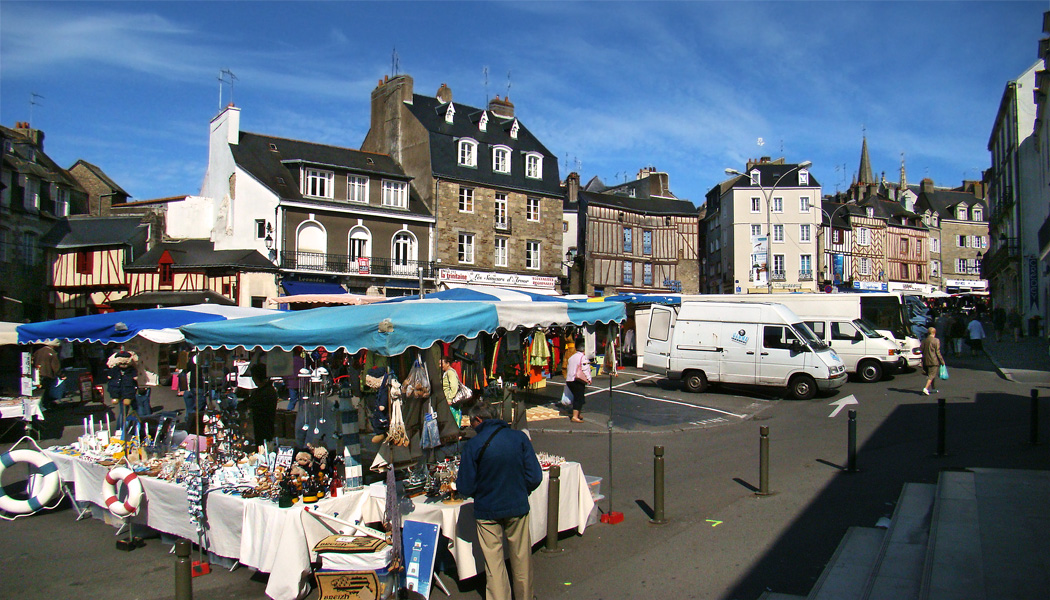
Le marché, place des Lices, à Vannes.
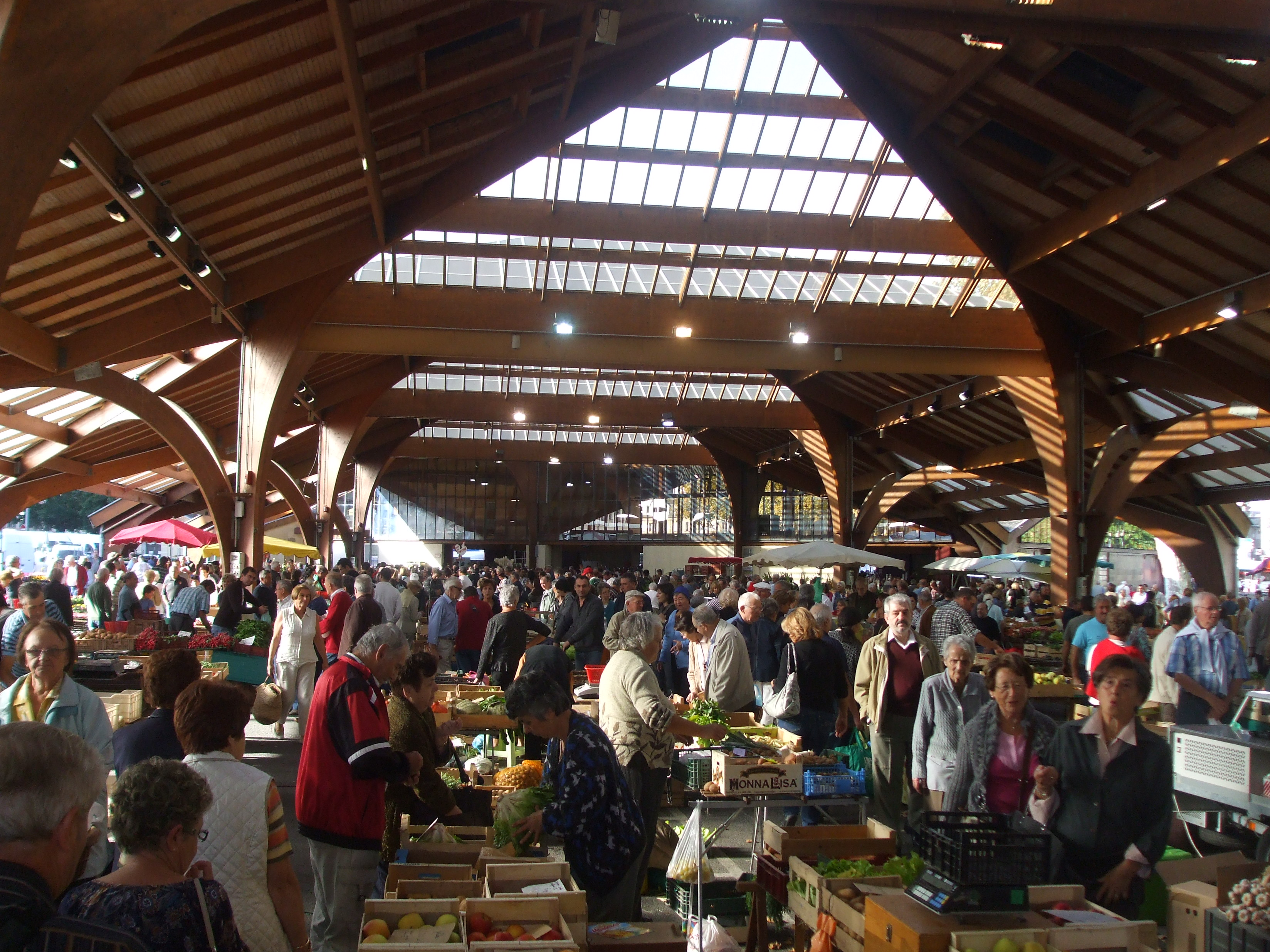
Le marché de Brive-la-Gaillarde.
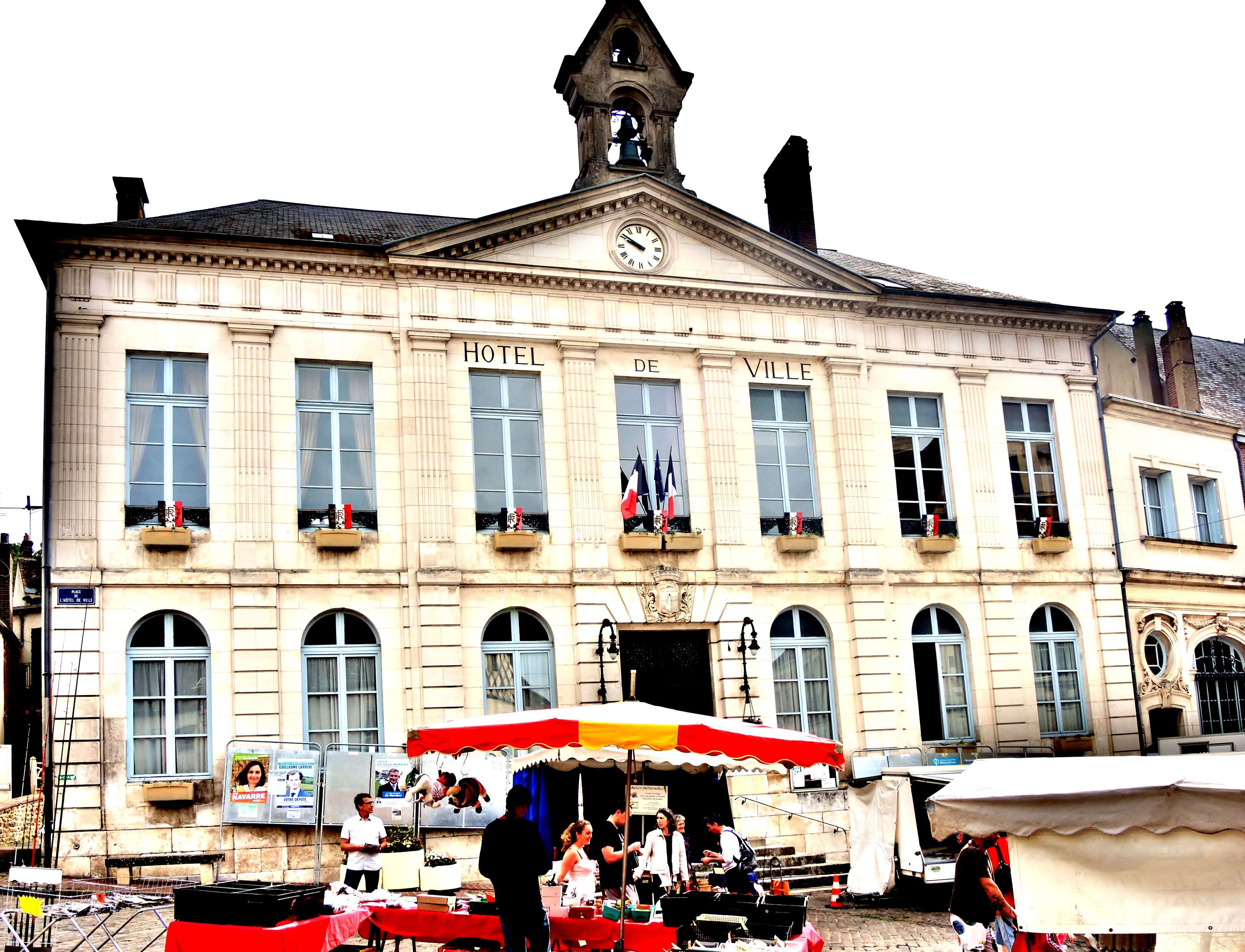
Le marché de Toucy, devant la mairie.
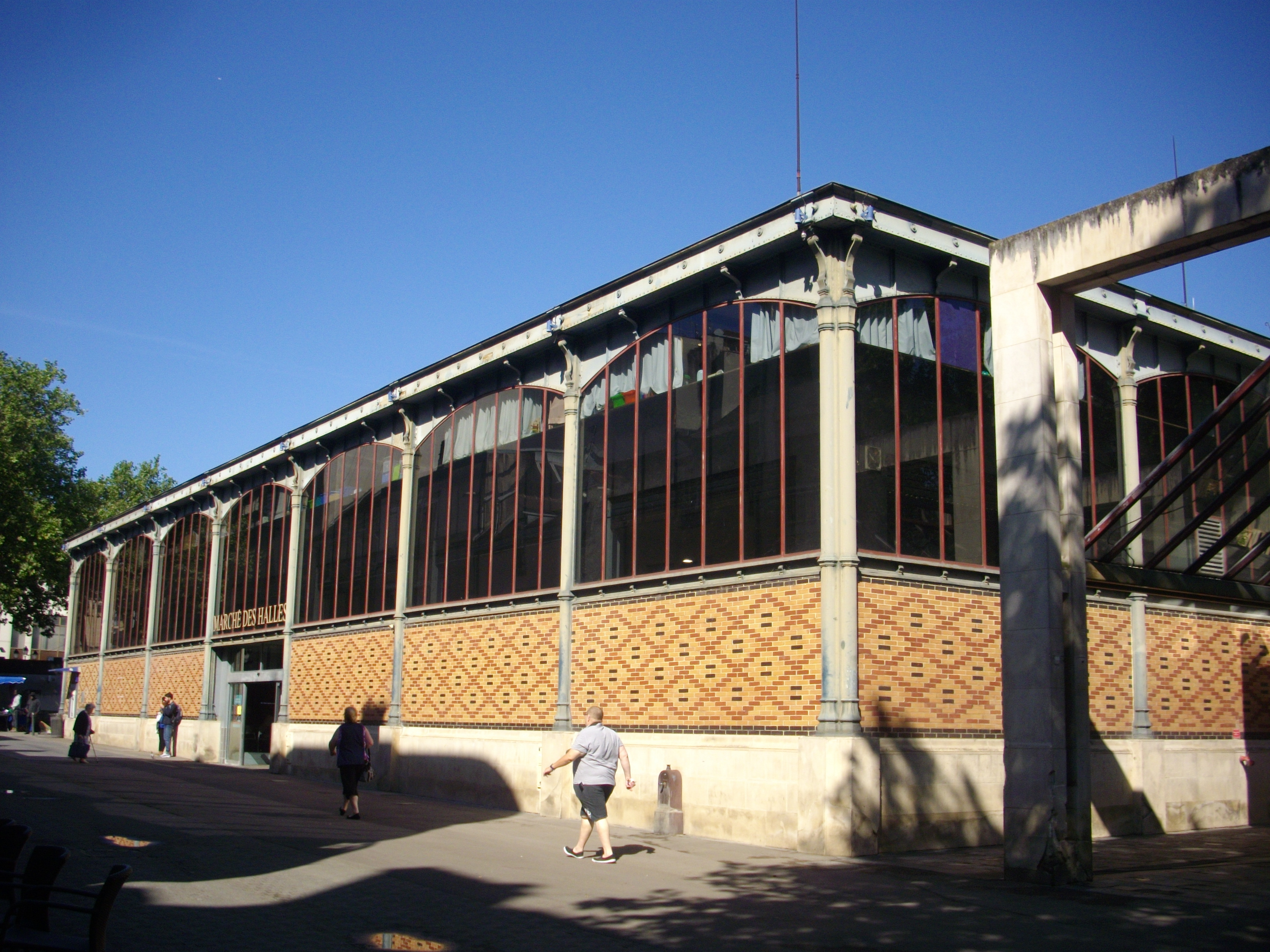
Les halles de Troyes.
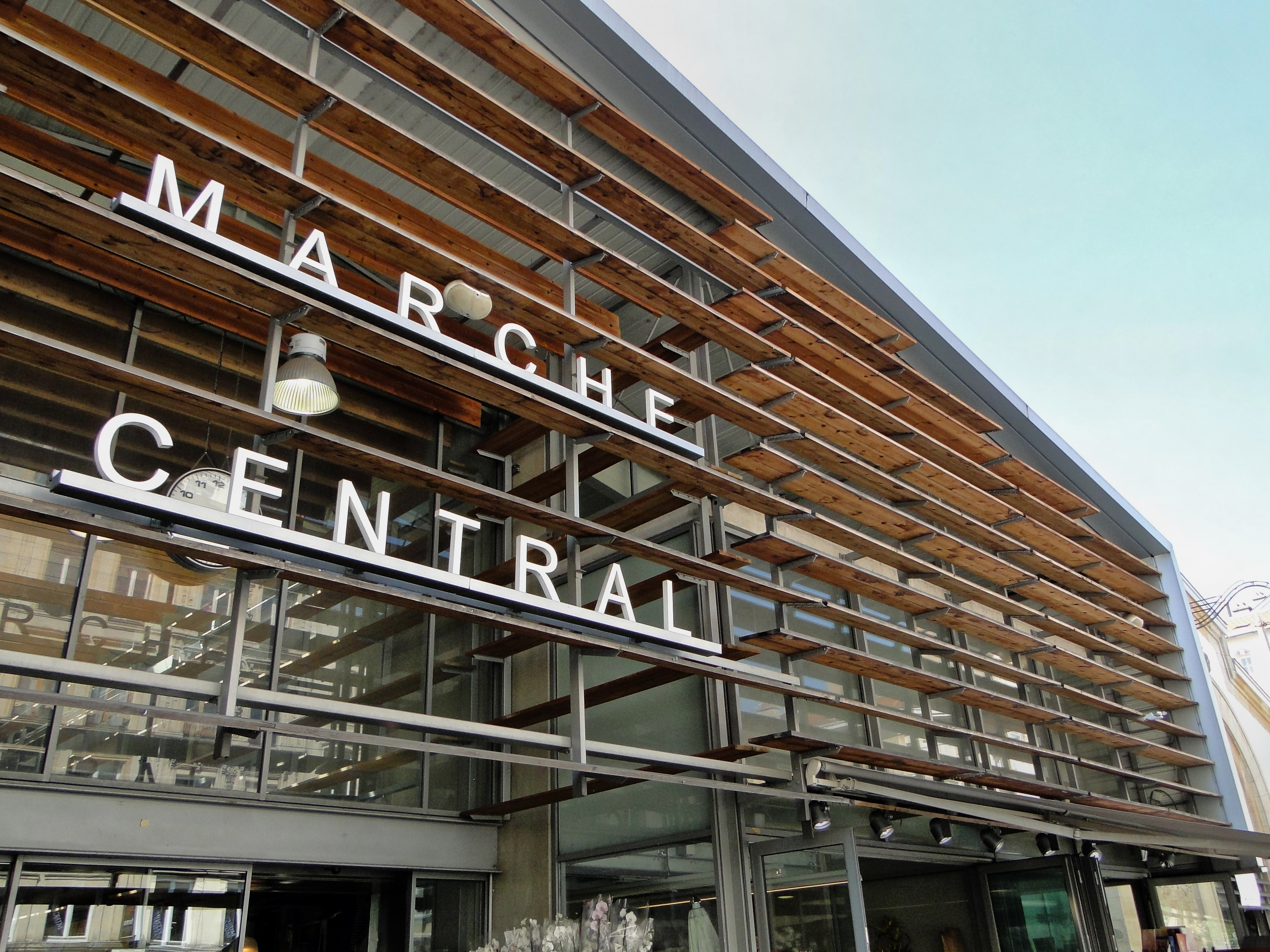
Le marché couvert de Nancy.
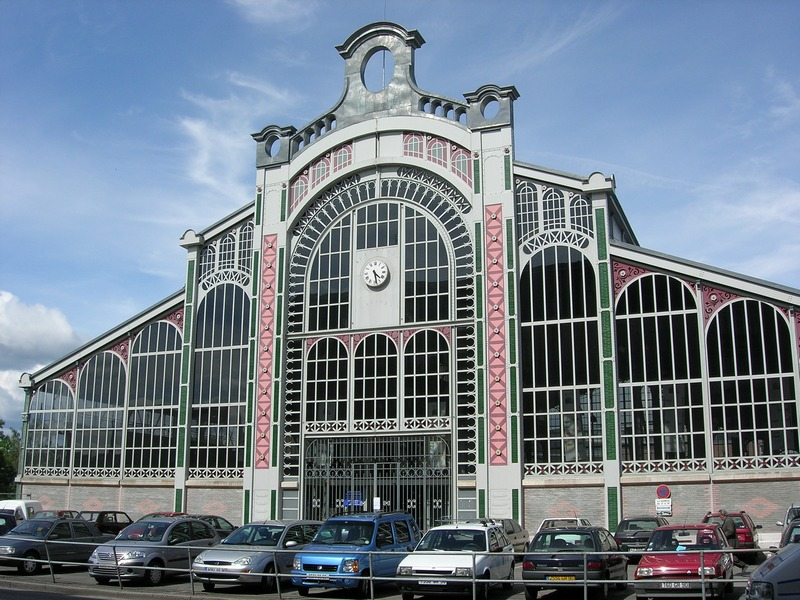
Le marché Fréry de Belfort
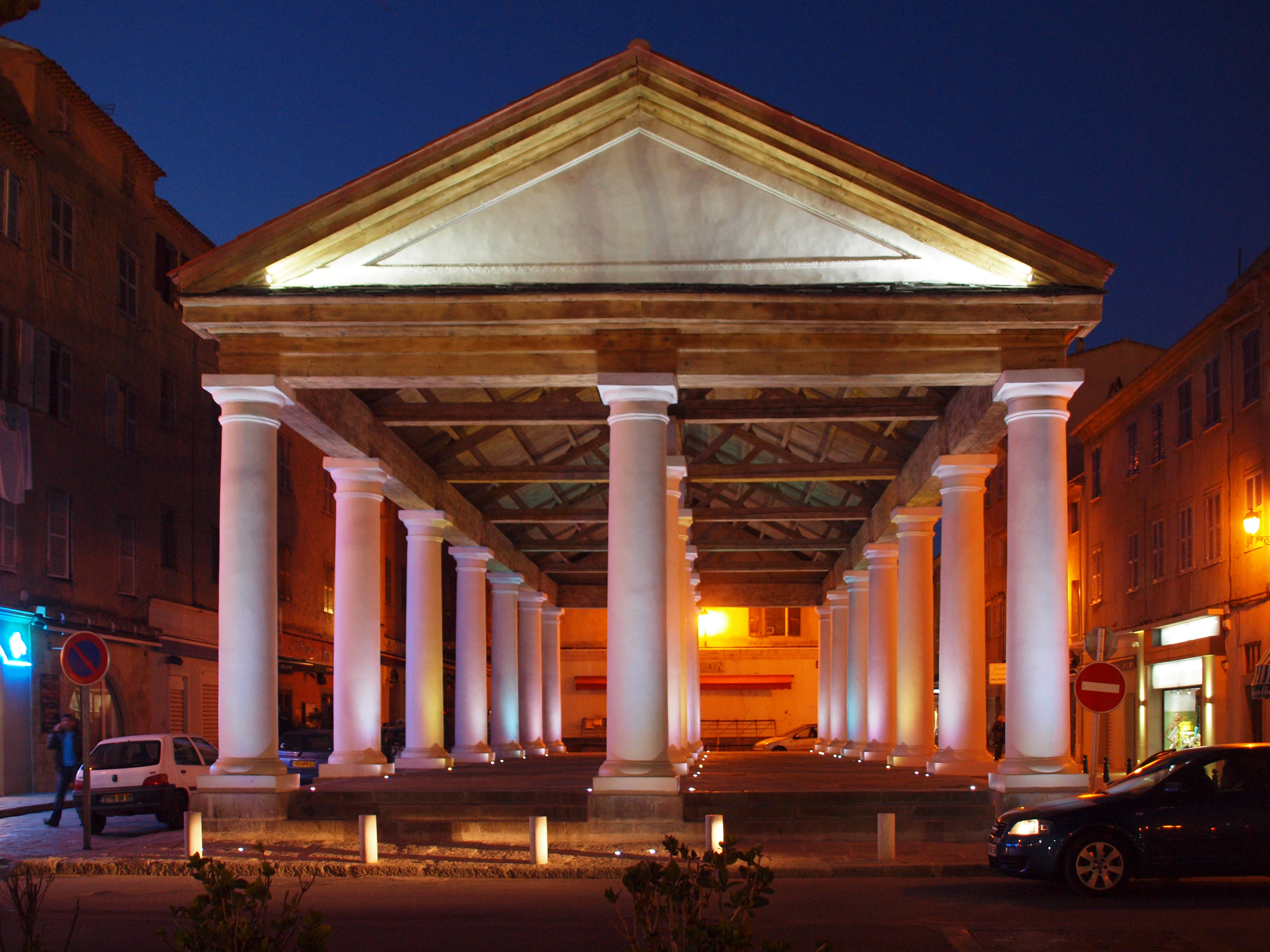
Le marché couvert de L'Île-Rousse.
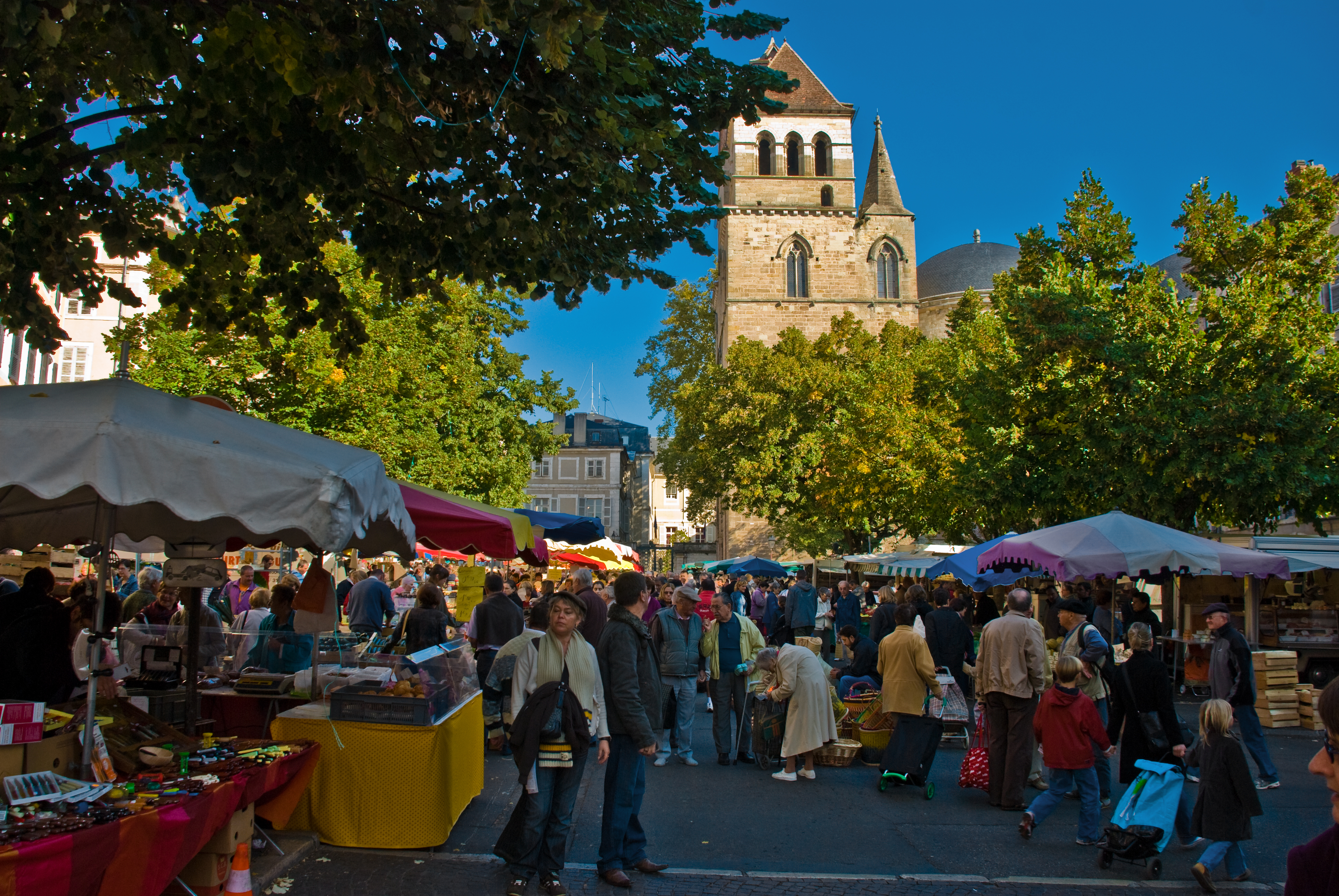
Le marché de Cahors.
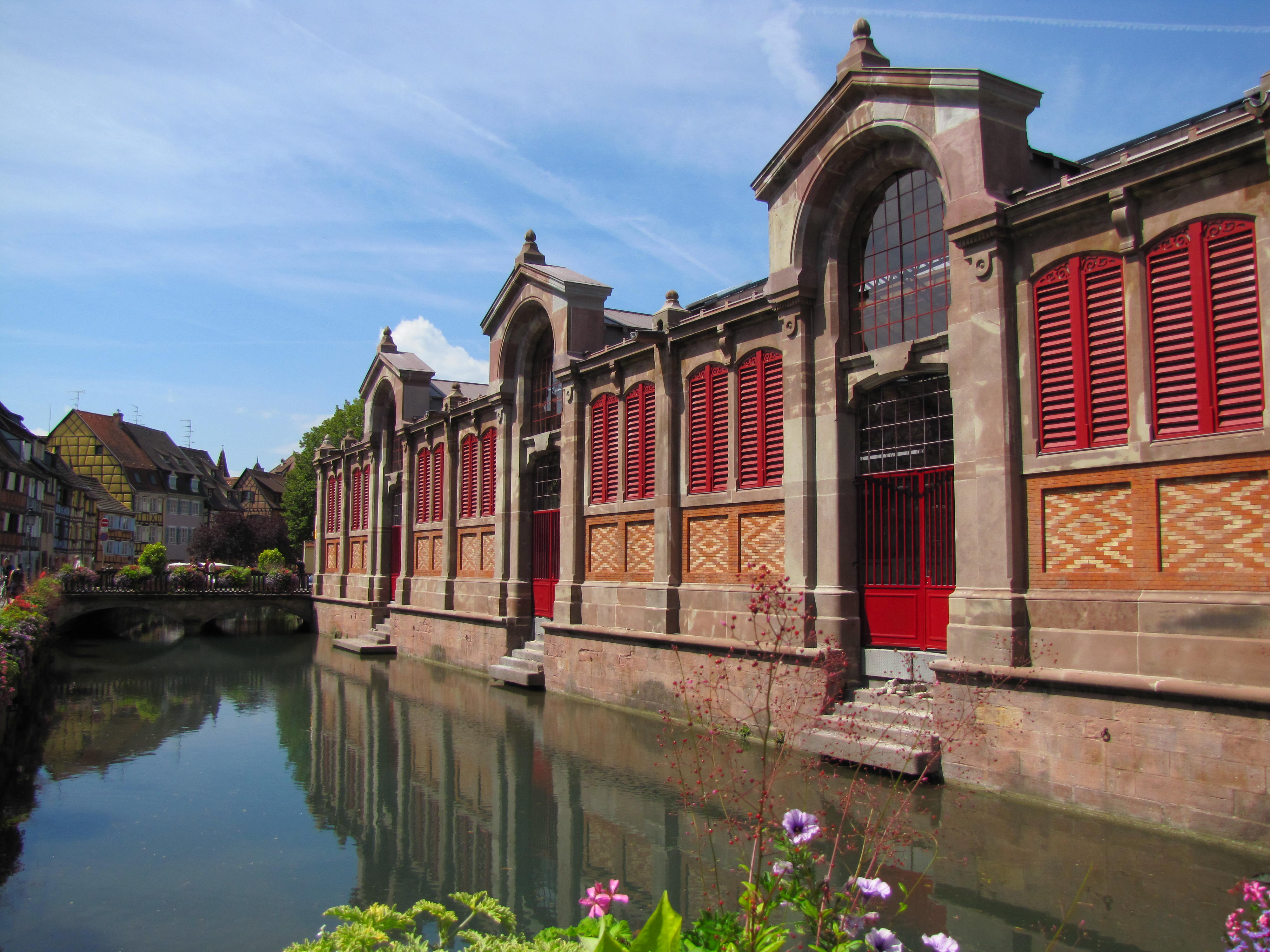
Le marché couvert de Colmar.
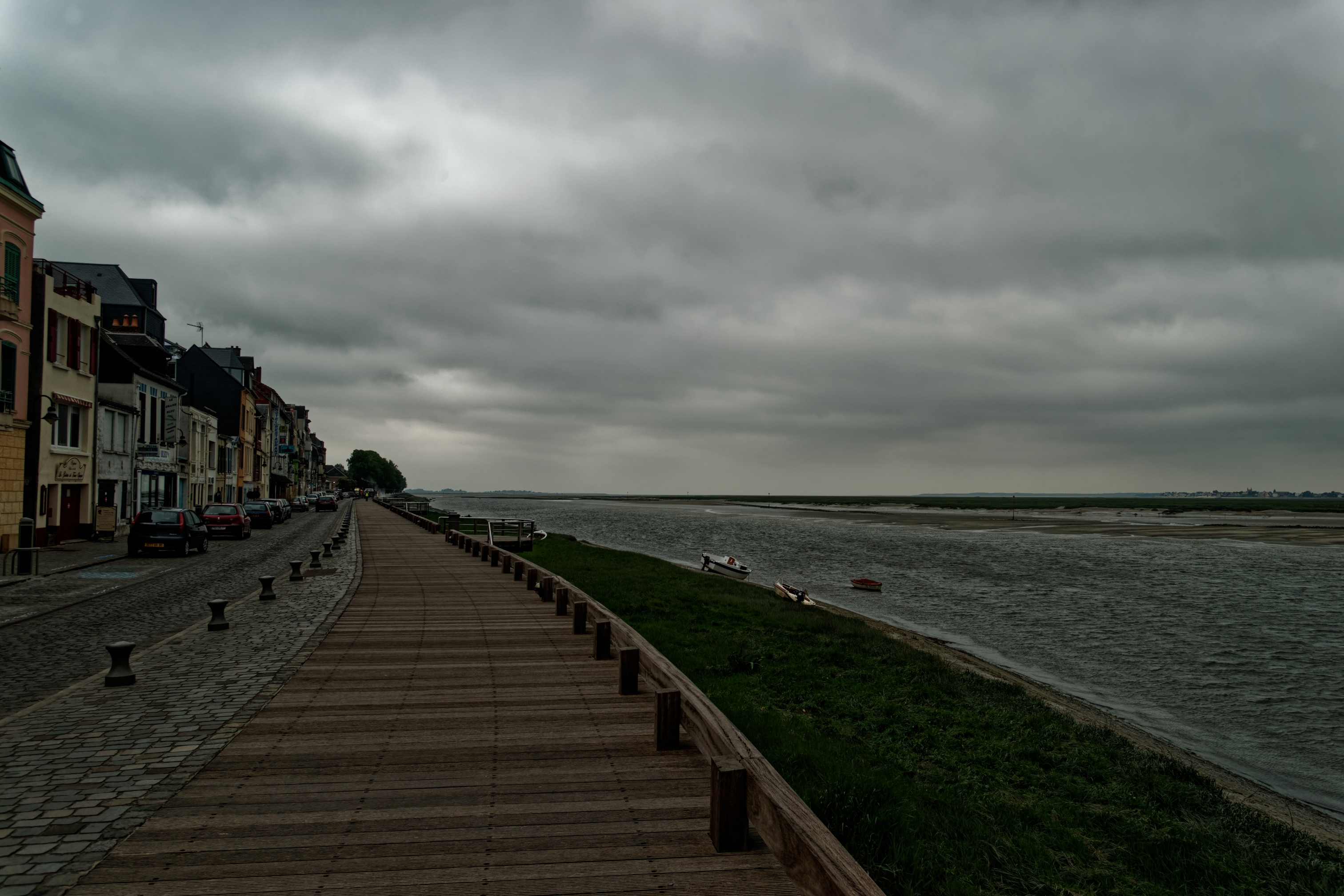
Le marché de Saint-Valery-sur-Somme se tient sur le quai de bord de Somme.
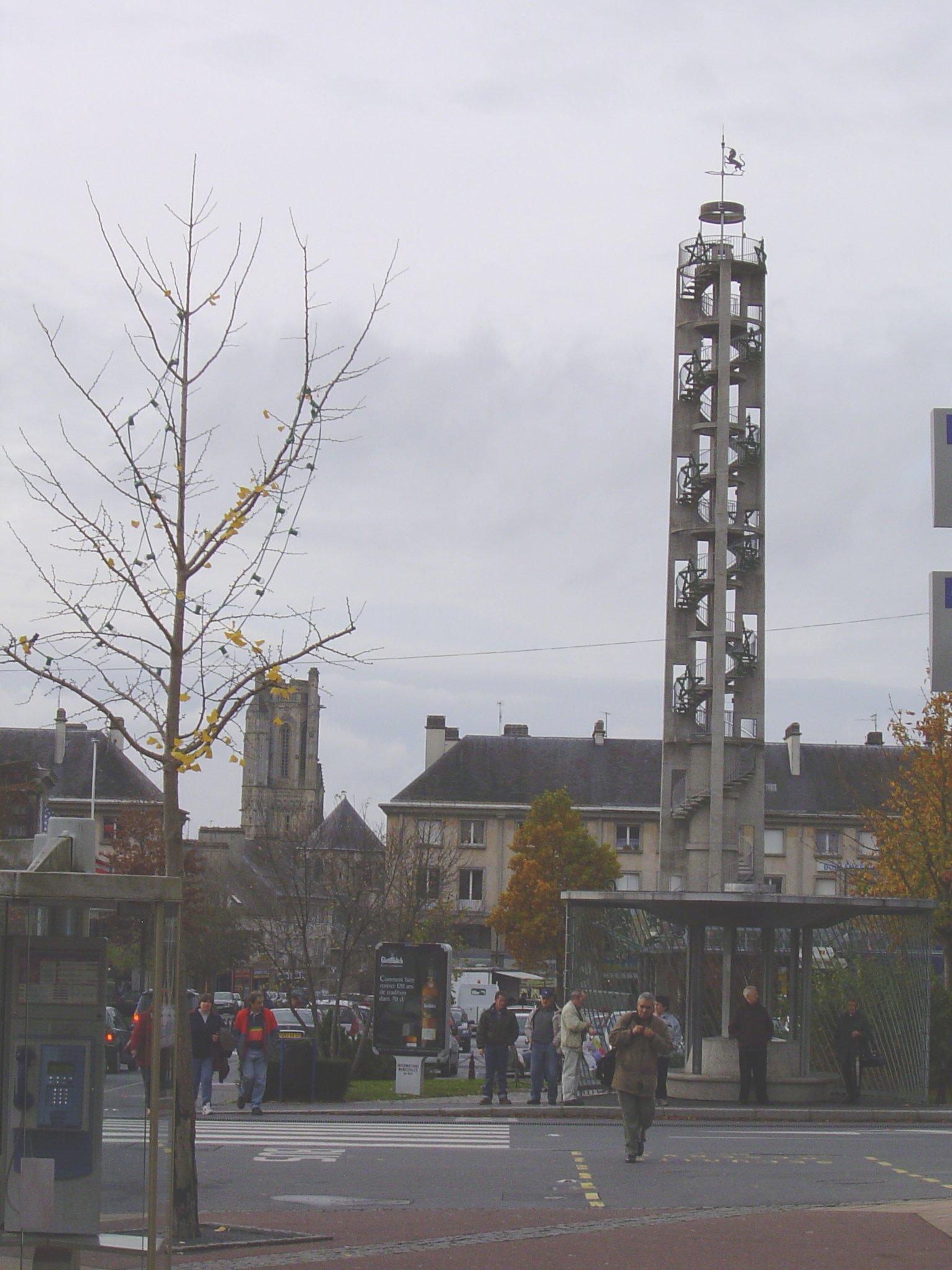
Place du Général de Gaulle (du marché) à Saint-Lô.
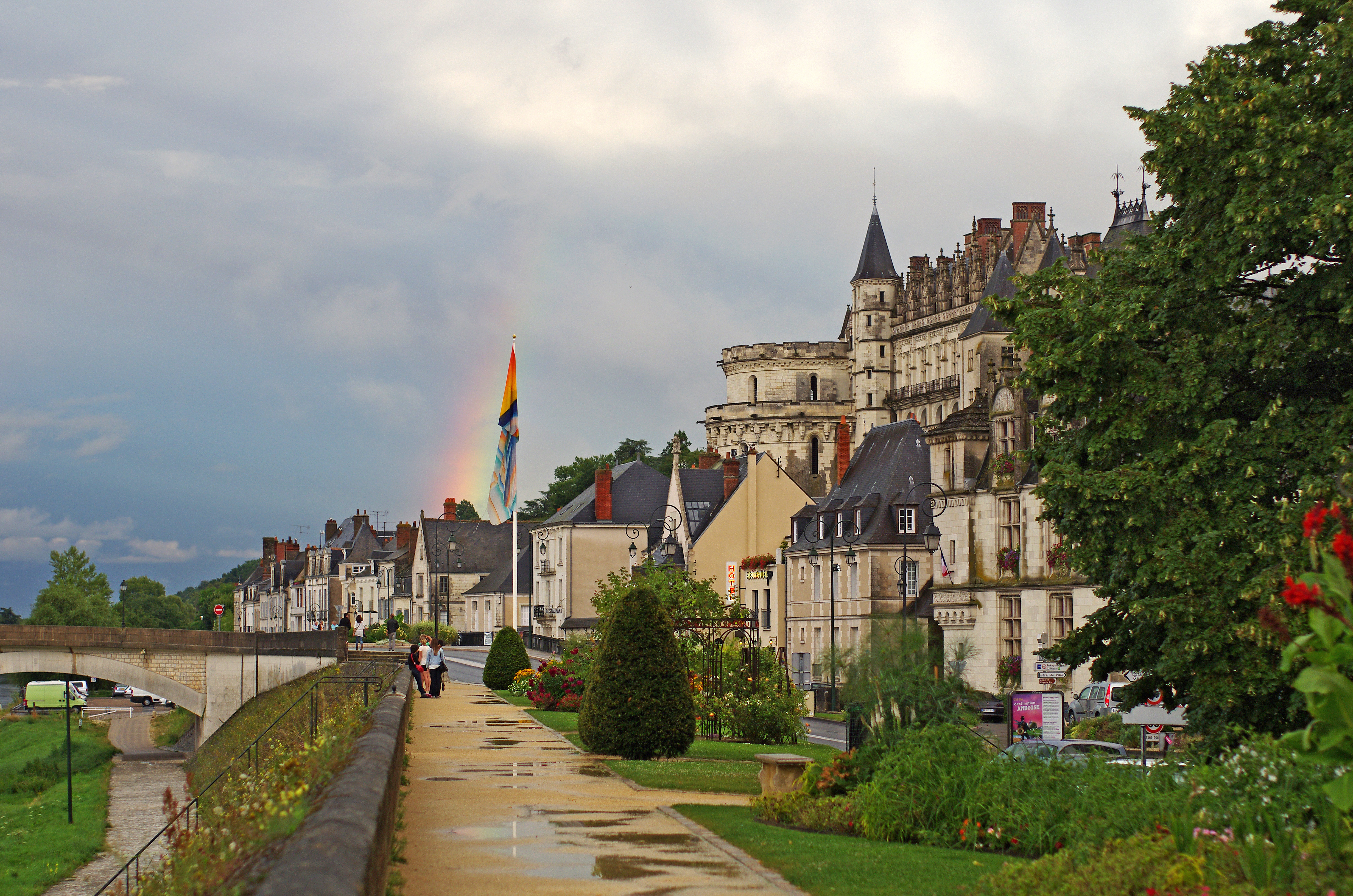
Le marché d'Amboise se tient au bord de la Loire.
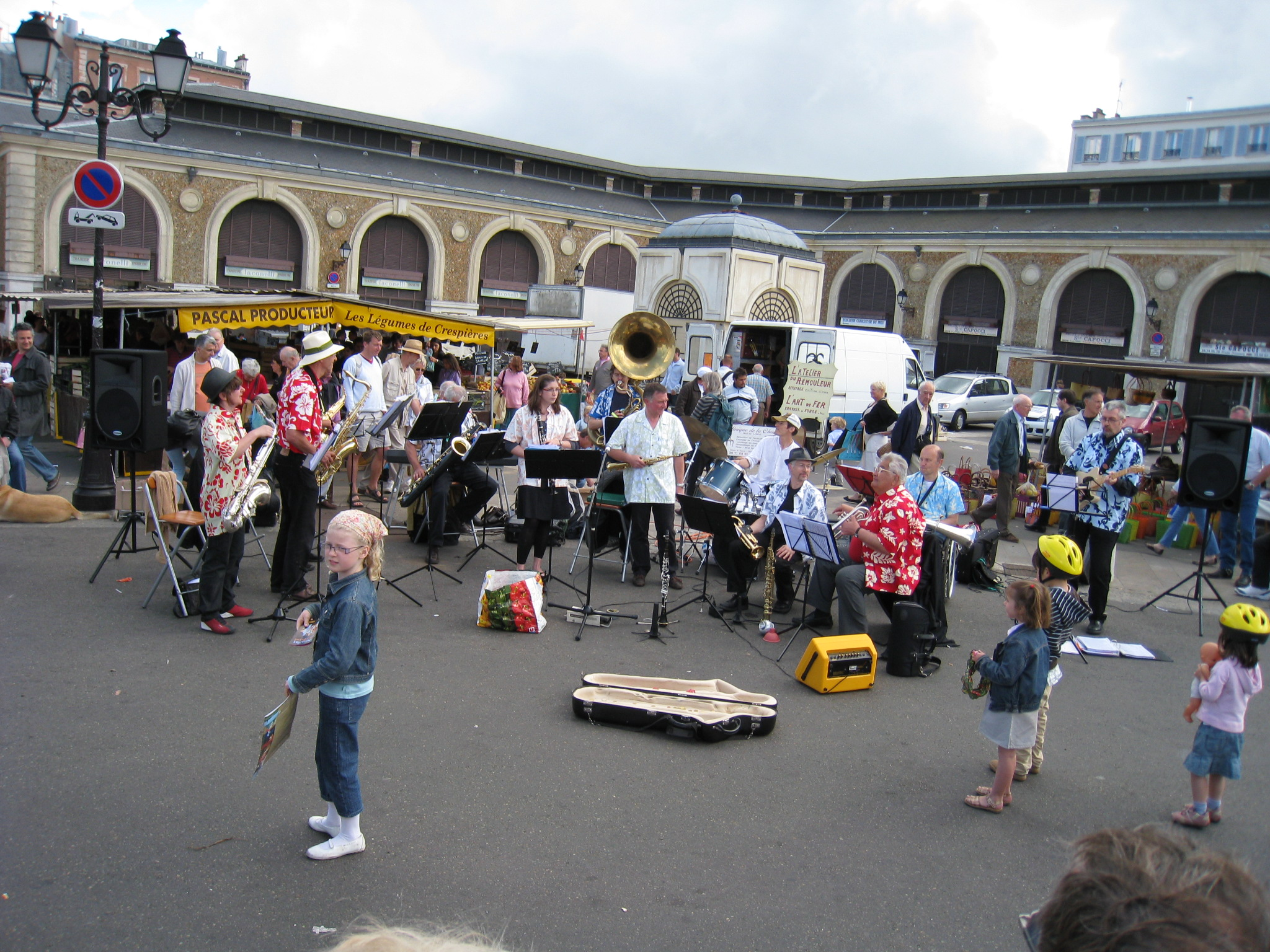
Le marché de Versailles.
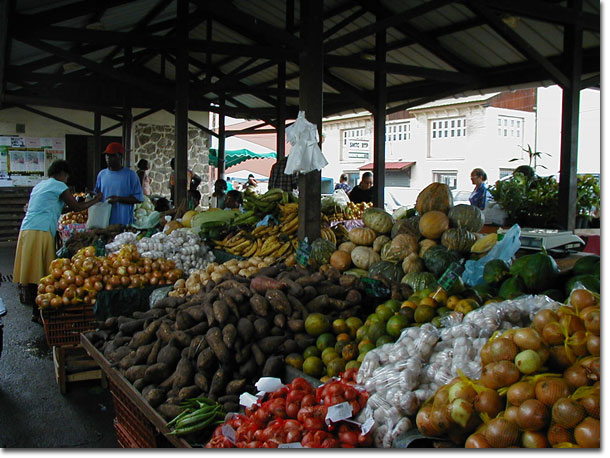
Le marché de Cayenne.
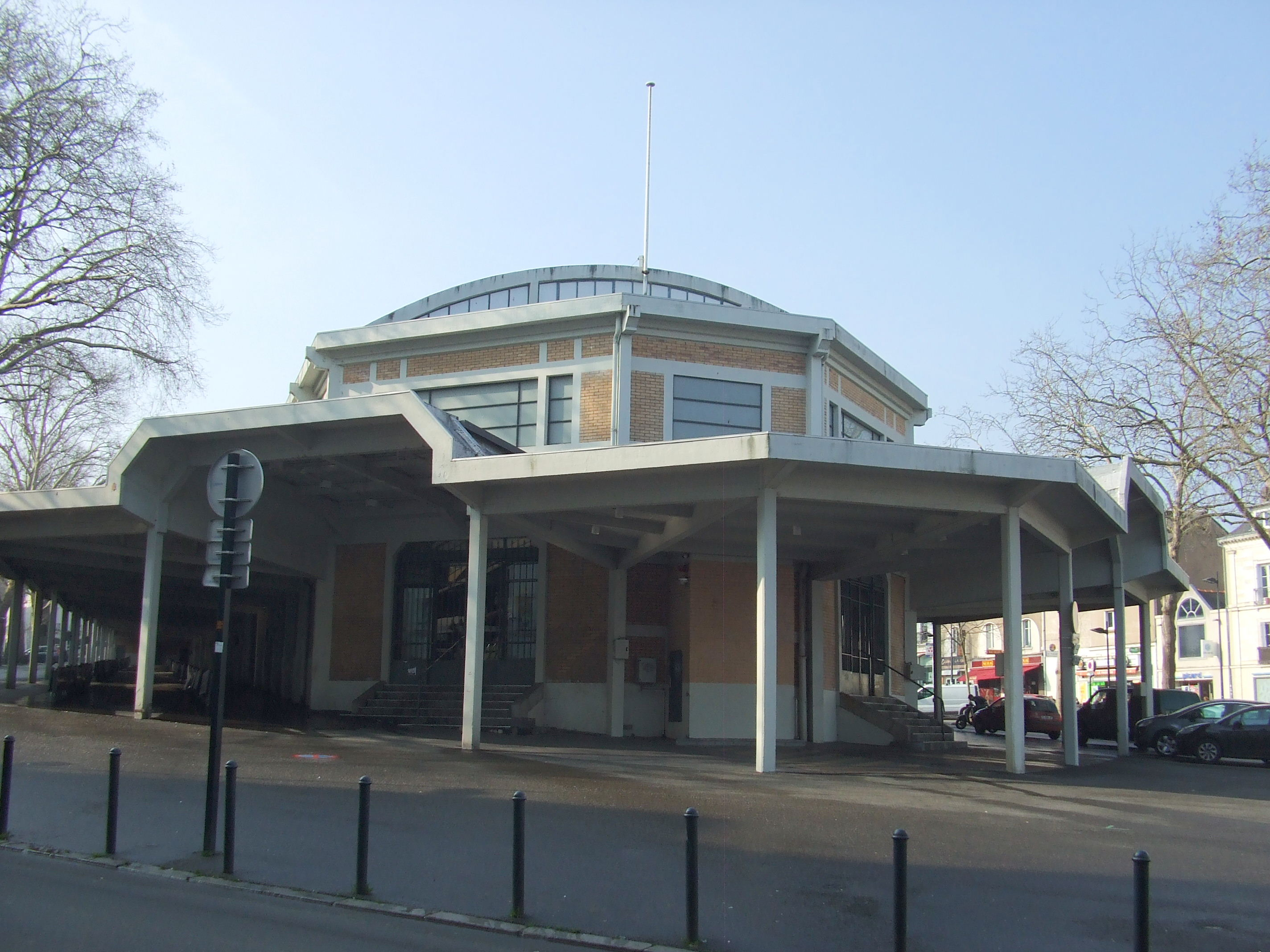
Le marché de Talensac à Nantes.
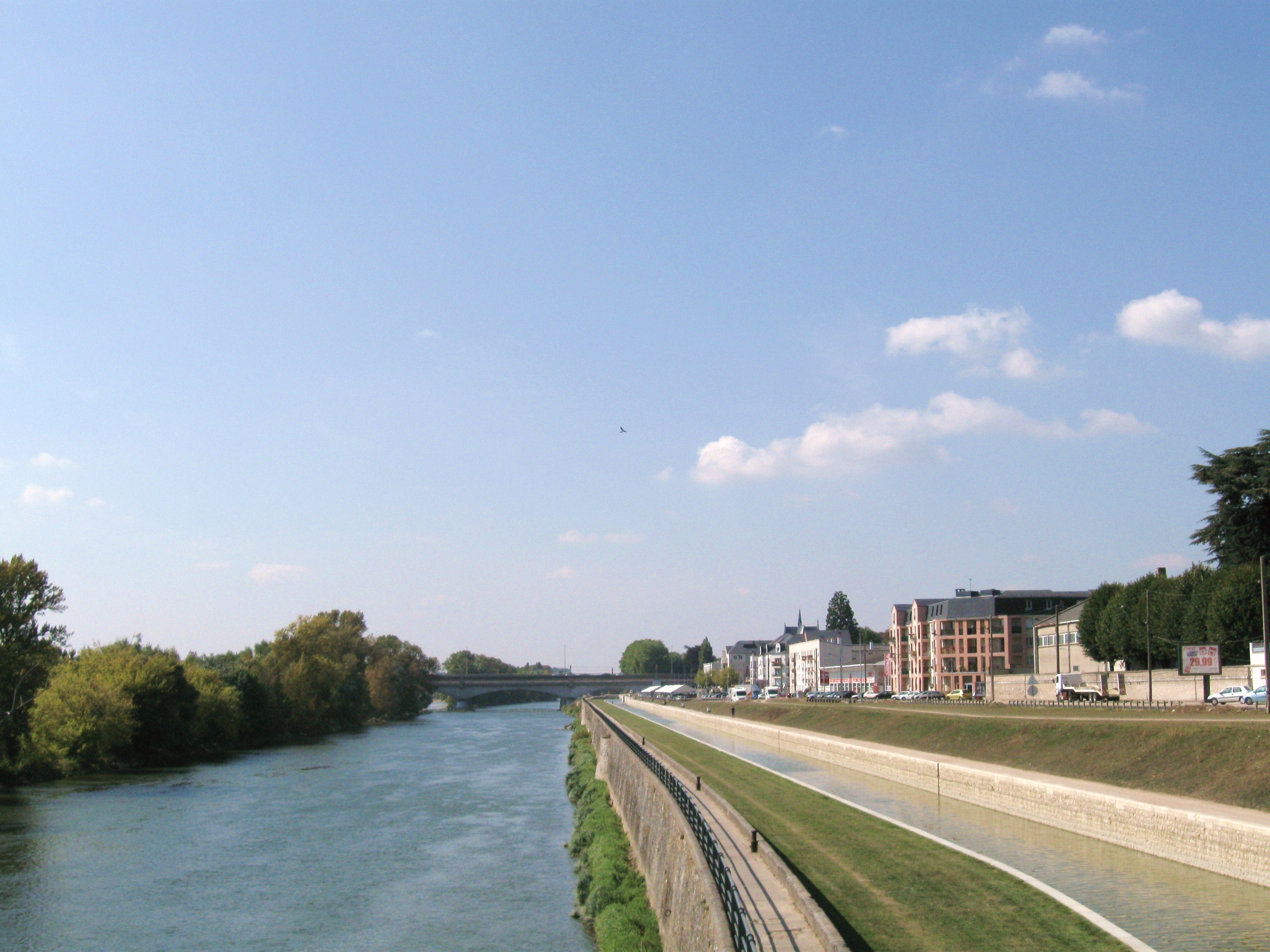
Le marché d'Orléans se tient au bord de la Loire.

Près de 3 800 000 votes ont été enregistrés durant cette phase, via le site tf1-et-vous.fr.
Jean-Pierre Pernaut annonce le classement final (annexé ci-contre) le 9 mai 2018, en direct du marché de Sanary-sur-Mer, vainqueur du concours, qui remporte le titre de « plus beau marché de France ».

#### Retombées
La fréquentation du marché de Sanary-sur-Mer a grandement augmenté depuis sa victoire. Si bien que la mairie a dû créer des parkings de délestage (500 places en plus) et mettre en place des navettes gratuites, pour conduire les visiteurs au marché, tant le stationnement devenait difficile. Interrogé par France Bleu Provence, un vendeur d'olives du marché affirme : « Il y a beaucoup plus de monde cette année, on travaille mieux que d’habitude, le titre de plus beau marché de France nous a fait du bien, c’est vrai. ».

### Deuxième édition (2019)
| Cl.                | Ex-région            | Marché                        |
| ------------------ | -------------------- | ----------------------------- |
| Médaille d'or      | Rhône-Alpes          | Marché de Montbrison          |
| Médaille d'argent  | Haute-Normandie      | Marché de Dieppe              |
| Médaille de bronze | La Réunion           | Marché de Saint-Pierre        |
| 4e                 | Nord-Pas-de-Calais   | Marché d'Audruicq             |
| 5e                 | Languedoc-Roussillon | Marché des halles de Narbonne |
| 6e                 | Bourgogne            | Marché de Toucy               |
| 7e                 | PACA                 | Marché des halles de Menton   |
| 8e                 | Bretagne             | Marché de Vannes              |
| 9e                 | Poitou-Charentes     | Marché des halles de Niort    |
| 10e                | Auvergne             | Marché du Puy-en-Velay        |
| 11e                | Limousin             | Marché de Brive-la-Gaillarde  |
| 12e                | Centre               | Marché d'Amboise              |
| 13e                | Alsace               | Marché de Saint-Louis         |
| 14e                | Guadeloupe           | Marché de Moule               |
| 15e                | Aquitaine            | Marché de Monsempron-Libos    |
| 16e                | Franche-Comté        | Marché de Fréry (Belfort)     |
| 17e                | Midi-Pyrénées        | Marché de Prayssac            |
| 18e                | Basse-Normandie      | Marché d'Honfleur             |
| 19e                | Picardie             | Marché de Bernaville          |
| 20e                | Champagne-Ardenne    | Marché de Chaource            |
| 21e                | Corse                | Marché d'Ajaccio              |
| 22e                | Pays de la Loire     | Marché de Talensac            |
| 23e                | Lorraine             | Marché de Maizières-lès-Metz  |
| 24e                | Île-de-France        | Marché d'Aulnay-sous-Bois     |

#### Élection régionale
C'est entre le 11 mars et le 9 avril 2019, que les téléspectateurs et lecteurs de la PQR peuvent voter pour leur marché favori.
Près de 751 342 votes ont été enregistrés durant cette phase, via les sites des quotidiens régionaux et le site tf1-et-vous.fr.[source secondaire souhaitée]

#### Élection nationale
C'est entre le 15 avril et le début du mois de juin 2019, que les téléspectateurs peuvent voter et départager les 24 lauréats régionaux.
Près de 4 117 072 votes ont été enregistrés durant cette phase, via le site votreplusbeaumarche.fr.
Jean-Pierre Pernaut annonce le classement final (annexé ci-contre) le 14 juin 2019, en direct du marché de Montbrison, vainqueur du concours, qui remporte le titre de « plus beau marché de France »,.

#### Retombées
Le 2 septembre 2019, la fréquentation au marché de Montbrison a augmenté de 30 %. La question d'un agrandissement, avec la création d'une trentaine de places supplémentaire est envisagée[source secondaire souhaitée].

### Troisième édition (2020)
| Cl.                | Ex-région            | Marché                              |
| ------------------ | -------------------- | ----------------------------------- |
| Médaille d'or      | Haute-Normandie      | Marché de Dieppe                    |
| Médaille d'argent  | Nord-Pas-de-Calais   | Marché de Bergues                   |
| Médaille de bronze | La Réunion           | Marché de Saint-Pierre              |
| 4e                 | Rhône-Alpes          | Marché de Vienne                    |
| 5e                 | Alsace               | Marché de Barr                      |
| 6e                 | Bretagne             | Marché de Roscoff                   |
| 7e                 | PACA                 | Marché de Laragne-Montéglin         |
| 8e                 | Picardie             | Marché sur l'eau d'Amiens           |
| 9e                 | Languedoc-Roussillon | Halles de Sète                      |
| 10e                | Auvergne             | Marché aux volailles (Maringues)    |
| 11e                | Pays de la Loire     | Marché de Saint-Gilles-Croix-de-Vie |
| 12e                | Limousin             | Marché de Brive-la-Gaillarde        |
| 13e                | Bourgogne            | Marché de Joigny                    |
| 14e                | Martinique           | Marché de Sainte-Marie              |
| 15e                | Basse-Normandie      | Marché de Saint-Pierre-en-Auge      |
| 16e                | Centre-Val de Loire  | Marché de Loches                    |
| 17e                | Midi-Pyrénées        | Marché de Mirepoix                  |
| 18e                | Aquitaine            | Marché de Saint-Jean-de-Luz         |
| 19e                | Corse                | Marché d'Ajaccio                    |
| 20e                | Poitou-Charentes     | Marché de La Flotte                 |
| 21e                | Franche-Comté        | Marché de Dole                      |
| 22e                | Lorraine             | Halles de Pont-à-Mousson            |
| 23e                | Champagne-Ardenne    | Halles de Châlons-en-Champagne      |
| 24e                | Île-de-France        | Marché d'Aligre (Paris, 12e)        |

#### Élection régionale
C'est entre le 30 mars et le 23 avril 2020, que les téléspectateurs et lecteurs de la PQR peuvent voter pour leur marché favori.

#### Élection nationale
C'est entre le 27 avril et le 19 juin 2020, que les téléspectateurs peuvent voter et départager les 24 lauréats régionaux.

#### Annulation et remplacement
Jean-Pierre Pernaut annonce, lors du journal de 13 heures du 20 avril 2020, que l'édition 2020 du concours est annulée en raison de la crise sanitaire mondiale[source secondaire souhaitée],.
Cependant, le 12 mai 2020, ce dernier annonce que TF1 organise, en remplacement du concours, une nouvelle opération, Coups de cœur pour vos marchés. Le principe est sensiblement le même, sauf que les sélections régionales sont annulées, et c'est aux téléspectateurs de voter, jusqu'au 8 juillet 2020, via le site coupsdecoeurmarches.fr, pour le plus beau marché des 24 anciennes régions — 22 régions métropolitaines, et La Réunion et Martinique — présélectionnés par les correspondants régionaux de la chaîne,[source secondaire souhaitée],[source secondaire souhaitée].
Jean-Pierre Pernaut annonce le classement final (annexé ci-contre) le 10 juillet 2020, Dominique Lagrou-Sempère se trouvant en direct du marché de Dieppe, vainqueur du concours, qui remporte le titre de « plus beau marché de France ».

### Quatrième édition (2021)
| Cl.                | Ex-région                  | Marché en lice                     |
| ------------------ | -------------------------- | ---------------------------------- |
| Médaille d'or      | Nord-Pas-de-Calais         | Marché d'Étaples-sur-Mer           |
| Médaille d'argent  | Languedoc-Roussillon       | Marché des halles de Narbonne      |
| Médaille de bronze | Rhône-Alpes                | Marché de Châtillon-sur-Chalaronne |
| 4e                 | Aquitaine                  | Marché de Sarlat                   |
| 5e                 | Haute-Normandie            | Marché de Sotteville-lès-Rouen     |
| 6e                 | Poitou-Charentes           | Marché de Rochefort                |
| 7e                 | Pays de la Loire           | Marché des Sables-d'Olonne         |
| 8e                 | Bretagne                   | Marché de Lesneven                 |
| 9e                 | Champagne-Ardenne          | Marché des halles de Troyes        |
| 10e                | Alsace                     | Marché d'Obernai                   |
| 11e                | Provence-Alpes-Côte d'Azur | Marché de Toulon                   |
| 12e                | La Réunion                 | Marché du Chaudron (Saint-Denis)   |
| 13e                | Martinique                 | Marché du François                 |
| 14e                | Auvergne                   | Marché de Besse                    |
| 15e                | Bourgogne                  | Marché de Chablis                  |
| 16e                | Picardie                   | Marché Saint-Leu (Amiens)          |
| 17e                | Midi-Pyrénées              | Marché de Saint-Girons             |
| 18e                | Lorraine                   | Marché Central (Nancy)             |
| 19e                | Île-de-France              | Marché des halles de l'Isle-Adam   |
| 20e                | Basse-Normandie            | Marché de Trouville-sur-Mer        |
| 21e                | Corse                      | Marché de l'Île-Rousse             |
| 22e                | Franche-Comté              | Marché des halles (Vesoul)         |
| 23e                | Limousin                   | Marché Marceau (Limoges)           |
| 24e                | Centre                     | Marché du Quai du Roi (Orléans)    |

#### Élection régionale
C'est entre le 29 mars et le 21 avril 2021 que les téléspectateurs et lecteurs de la PQR peuvent voter pour leur marché favori.

#### Élection nationale
C'est entre le 26 avril et le 18 juin 2021 que les téléspectateurs peuvent voter et départager les 24 lauréats régionaux.
Marie-Sophie Lacarrau annonce le classement final (annexé ci-contre) le 2 juillet 2021. Dominique Lagrou-Sempère est en direct du marché d'Étaples-sur-Mer, vainqueur du concours, qui remporte le titre de « plus beau marché de France ».

### Cinquième édition (2022)
- Si vous ne connaissez pas le sujet, laissez ce bandeau (vous pouvez alors contacter les auteurs).
- Si vous supprimez le contenu mis en cause (vous pouvez préalablement contacter les auteurs),

argumentez précisément cette suppression dans la page de discussion
(un manque de référence n'est pas un argument ; une recherche réelle de référence doit avoir été effectuée, être formellement documentée).
| Cl.                | Ex-région                  | Marché en lice                            |
| ------------------ | -------------------------- | ----------------------------------------- |
| Médaille d'or      | Languedoc-Roussillon       | Marché des halles de Narbonne             |
| Médaille d'argent  | Bretagne                   | Marché de Vannes                          |
| Médaille de bronze | Nord-Pas-de-Calais         | Marché d'Arras                            |
| 4e                 | Haute-Normandie            | Marché de Sotteville-lès-Rouen            |
| 5e                 | Midi-Pyrénées              | Halle de Revel                            |
| 6e                 | Poitou-Charentes           | Marché des halles de Niort                |
| 7e                 | Provence-Alpes-Côte d'Azur | Marché provençal de Digne-les-Bains       |
| 8e                 | La Réunion                 | Marché forain de Saint-Pierre             |
| 9e                 | Aquitaine                  | Marché de Thiviers                        |
| 10e                | Pays de la Loire           | Marché de Pornichet                       |
| 11e                | Centre                     | Marché d'Aubigny-sur-Nère                 |
| 12e                | Alsace                     | Halle aux Houblons (Haguenau)             |
| 13e                | Picardie                   | Marché de Saint-Valery-sur-Somme          |
| 14e                | Rhône-Alpes                | Marché de Nyons                           |
| 15e                | Limousin                   | Halles centrales de Limoges               |
| 16e                | Auvergne                   | Grand Marché (Vichy)                      |
| 17e                | Basse-Normandie            | Marché de Saint-Pierre-en-Auge            |
| 18e                | Lorraine                   | Marché couvert d'Épinal                   |
| 19e                | Franche-Comté              | Marché de Fréry (Belfort)                 |
| 20e                | Bourgogne                  | Marché de Pouilly-sur-Loire               |
| 21e                | Île-de-France              | Marché du centre-ville de Rueil-Malmaison |
| 22e                | Corse                      | Marché couvert de L'Île-Rousse            |
| 23e                | Champagne-Ardenne          | Halle Saint-Thibault d'Épernay            |
| 24e                | Guyane                     | Marché Hmong de Cacao                     |

#### Élection régionale
C'est entre le 4 mars et le 8 avril 2022 que les téléspectateurs et lecteurs de la PQR peuvent voter pour leur marché favori.

#### Élection nationale
C'est entre le 27 avril et le 22 juin 2022 que les téléspectateurs peuvent voter et départager les 24 lauréats régionaux.
Marie-Sophie Lacarrau annonce le classement final le 30 juin 2022 en direct du marché des halles de Narbonne, vainqueur du concours, qui remporte le titre de « plus beau marché de France ». Des correspondants régionaux sont également en direct des marchés de Vannes et d’Arras, arrivés respectivement à la 2e et 3e place du concours.

### Sixième édition (2023)
| Cl.                | Ex-région                      | Marché en lice                            |
| ------------------ | ------------------------------ | ----------------------------------------- |
| Médaille d'or      | Aquitaine                      | Marché de La Réole                        |
| Médaille d'argent  | Provence-Alpes-Côte d'Azur     | Marché de Garéoult                        |
| Médaille de bronze | Nord-Pas-de-Calais             | Marché d'Arras                            |
| 4e                 | Bretagne                       | Marché de Vannes                          |
| 5e                 | Midi-Pyrénées                  | Marché de Grenade                         |
| 6e                 | Poitou-Charentes               | Marché de Thouars                         |
| 7e                 | Haute-Normandie                | Marché d'Yvetot                           |
| 8e                 | Centre                         | Marché d'Argenton-sur-Creuse              |
| 9e                 | Languedoc-Roussillon           | Marché des Halles de Sète                 |
| 10e                | Alsace                         | Marché couvert de Colmar                  |
| 11e                | Bourgogne                      | Marché de Chablis                         |
| 12e                | La Réunion                     | Marché forain de Saint-Pierre             |
| 13e                | Rhône-Alpes                    | Marché d'Aubenas                          |
| 14e                | Pays de la Loire               | Marché des Sables-d'Olonne                |
| 15e                | Auvergne                       | Marché du Puy-en-Velay                    |
| 16e                | Champagne-Ardenne              | Les halles centrales de Reims, à Reims    |
| 17e                | Limousin                       | Marché de Brive-la-Gaillarde              |
| 18e                | Martinique, Guadeloupe, Guyane | Marché aux épices de Pointe-à-Pitre       |
| 19e                | Lorraine                       | Marché couvert de Metz                    |
| 20e                | Basse-Normandie                | Marché de Saint-Pierre-en-Auge            |
| 21e                | Franche-Comté                  | Marché Fréry de Belfort                   |
| 22e                | Picardie                       | Marché d'Étréaupont                       |
| 23e                | Île-de-France                  | Marché du centre-ville de Rueil-Malmaison |
| 24e                | Corse                          | Marché de l'Île-Rousse                    |

#### Élection régionale
- Si vous ne connaissez pas le sujet, laissez ce bandeau (vous pouvez alors contacter les auteurs).
- Si vous supprimez le contenu mis en cause (vous pouvez préalablement contacter les auteurs),

argumentez précisément cette suppression dans la page de discussion
(un manque de référence n'est pas un argument ; une recherche réelle de référence doit avoir été effectuée, être formellement documentée).
C'est entre le 6 mars et le 30 mars 2023 que les téléspectateurs et lecteurs de la PQR peuvent voter pour leur marché favori.

#### Élection nationale
C'est entre le  21 avril et le  16 juin 2023 que les téléspectateurs peuvent voter et départager les 24 lauréats régionaux.
Marie-Sophie Lacarrau annoncera le classement final le 26 juin 2023 en direct du marché vainqueur du concours, qui remporte le titre de « plus beau marché de France ».

### Septième édition (2024)
| Cl. | Ex-région                      | Marché en lice                      |
| --- | ------------------------------ | ----------------------------------- |
| …   | Alsace                         | Marché de Thann                     |
| …   | Aquitaine                      | Marché de Villeneuve-sur-Lot        |
| …   | Auvergne                       | Marché de Saint-Pourçain-sur-Sioule |
| …   | Basse-Normandie                | Marché d' Hauteville                |
| …   | Bourgogne                      | Marché de Louhans                   |
| …   | Bretagne                       | Marché de Dinan                     |
| …   | Centre                         | Marché de Argenton-sur-Creuse       |
| …   | Champagne-Ardenne              | Marché couvert de Sedan             |
| …   | Corse                          | Marché de Bastia                    |
| …   | Franche-Comté                  | Marché de Thise                     |
| …   | Haute-Normandie                | Marché de Place Saint-Marc (Rouen)  |
| …   | Île-de-France                  | Marché de Meaux                     |
| …   | Languedoc-Roussillon           | Marché de Céret                     |
| …   | Limousin                       | Marché de La Souterraine (Creuse)   |
| …   | Lorraine                       | Marché de Thiéfosse                 |
| …   | Martinique, Guadeloupe, Guyane | Marché de Le Diamant                |
| …   | Midi-Pyrénées                  | Marché de Revel                     |
| …   | Nord-Pas-de-Calais             | Marché d'Audruicq                   |
| …   | Provence-Alpes-Côte d'Azur     | Marché du centre-ville d'Hyères     |
| …   | Pays de la Loire               | Marché de Basse-Indre               |
| …   | Picardie                       | Marché de Saint-Leu (Amiens)        |
| …   | Poitou-Charentes               | Marché de Niort                     |
| …   | La Réunion                     | Marché forain de L'Étang-Salé       |
| …   | Rhône-Alpes                    | Marché de Morestel                  |

#### Élection régionale
C'est entre le 6 mars et le 1er avril 2024 que les téléspectateurs et lecteurs de la PQR peuvent voter pour leur marché favori.

#### Élection nationale
C'est entre le  22 avril et le 14 juin 2024[source secondaire souhaitée].
Marie-Sophie Lacarrau annonce le classement final le 24 juin 2024 en direct du marché vainqueur du concours, qui remporte le titre de « plus beau marché de France ». Des correspondants régionaux sont également en direct des marchés de Vannes et d’Arras, arrivés respectivement à la 2e et 3e place du concours.

## Audiences et diffusion
Définir précisément l'audience du concours est impossible, car il fait l'objet d'une rubrique durant le journal de 13 heures sur TF1. Cependant, les audiences du dernier numéro (celui où Jean-Pierre Pernaut remet, lors d'une édition spéciale en direct de la ville concernée, le titre de « plus beau marché de France »), peuvent être relevées.
Le 14 juin 2019, 4 722 000 téléspectateurs (soit 42 % du public qui regardait la télévision à ce moment-là) en moyenne, ont suivi l'édition spéciale en direct de Montbrison. Le 10 juillet 2020, ce nombre est de 4 872 000.

## Identité visuelle

Logotypes
Première édition (2018).
Deuxième édition (2019).
Édition 2020 (en remplacement de l'édition annulée).